# Centro de distribuição

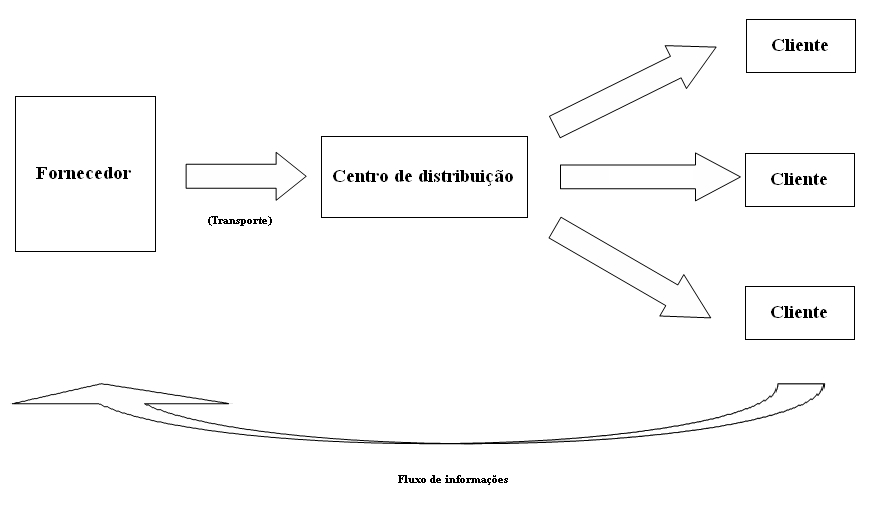
Centro de distribição numa cadeia de abastecimento (Adaptado de Ballou, 1999)

Um centro de distribuição, também conhecido como CD, é uma unidade construída por empresas industriais, retalhistas para armazenar os produtos produzidos ou comprados para revenda, com a finalidade de despachá-los para outras unidades, filiais ou clientes.

## Vantagens de um CD
A implementação de centros de distribuição na cadeia de abastecimento surge na necessidade de se obter uma distribuição mais eficiente, flexível e dinâmica, isto é, capacidade de resposta rápida face a procuras cada vez maiores, mais frequentes e especificadas.
Compartilha-se, assim, a redução de custos por entre as entidades cooperantes na distribuição do produto e evita-se pontos de estrangulamento, entre outras vantagens do trabalho em parceria (Farah, 2002, p. 44).
Uma outra vantagem, deve-se ao fato deste mecanismo de ligação «fábrica – cliente» permitir o atendimento adequado a diversos pontos de venda menores, como quiosques, cafetarias ou restaurantes, com uma elevada taxa de entrada e saída de produtos, tendo estes, normalmente, um curto prazo de validade (alimentação) ou um pequeno período de comercialização (jornais) (Farah, 2002, p. 45).

## Aspectos condicionantes na escolha de um CD
Na escolha de um CD devemos ter em conta o seguinte (Farah, 2002, p. 45):
- A diversificação dos canais de distribuição;
- A dimensão da área a ser atendida e os requisitos mínimos necessários para efectuar um serviço com qualidade e eficiência;
- As características do produto a ser entregue;
- A estrutura operacional mínima necessária.

Como armazéns intermédios, os centros de distribuição precisam estar atentos às novas procuras empresariais.

## Como melhorar um Centro de Distribuição?
Uma resposta quase imediata para esta questão, seria a implementação de alta tecnologia no ERP, SCM e WMS. Obviamente que com esta ajuda, conseguir-se-á uma optimização das operações, mas não é este o aspecto fulcral condicionante desta melhoria.
É o processo o ponto mais crítico para a redução de custos de um CD. Este, deve acompanhar a mudança temporal entre fornecedores, clientes e produtos, seja ela para mais (maior quantidade de fornecedores, produtos e clientes) ou para menos. O empreendimento do mesmo processo face à mudança da realidade só resultará numa maior probabilidade de ocorrência de erros que se reflectirão em baixa produtividade e atrasos nas entregas, dando assim origem a mais custos (Paiva, 2006).